# Obara
El obara es uno de los platos nacionales de la cocina eslovena. Es una especie de sopa. Se sirve por regla general como un plato independiente, se elabora con diferentes tipos de carnes e intestinos. Se suele servir en diferentes ceremonias tradicionales. Son muy populares en Eslovenia los obaras servidos en la mesa junto con el Ajdovi žganci (otro plato nacional esloveno). Hoy en día el obara contiene más verduras que la sopa tradicional elaborada antaño.